# Aspidimorpha miliaris
Aspidimorpha miliaris (Fabricius, 1775) è un piccolo coleottero della famiglia dei Crisomelidi.